# Epicrates
Epicrates – rodzaj węży z podrodziny boa (Boinae) w rodzinie dusicielowatych (Boidae).

## Zasięg występowania
Rodzaj obejmuje gatunki występujące w Nikaragui, Kostaryce, Panamie, Kolumbii, Wenezueli, na Trynidadzie i Tobago, w Gujanie, Surinamie, Gujanie Francuskiej, Brazylii, Peru, Boliwii, Paragwaju i Argentynie.

## Systematyka

### Etymologia
- Epicrates: gr. επικρατης epikratēs „zwycięski, potężny”[5].
- Cliftia: J.E. Gray nie wyjaśnił pochodzenia nazwy zwyczajowej[3]. Gatunek typowy: Cliftia fusca J.E. Gray, 1849 (= Epicrates maurus J.E. Gray, 1849).

### Podział systematyczny
Do rodzaju należą następujące gatunki: 
- Epicrates alvarezi
- Epicrates assisi
- Epicrates cenchria – boa tęczowy
- Epicrates crassus
- Epicrates maurus

Pozostałe gatunki tradycyjnie zaliczane do tego rodzaj zostały przeniesione przez Pyrona, Reynoldsa i Burbrinka (2014) do odrębnego rodzaju Chilabothrus.